# Distretto di Cochapeti
Il distretto di Cochapeti è un distretto del Perù nella provincia di Huarmey (regione di Ancash) con 879 abitanti al censimento 2007 dei quali 255 urbani e 624 rurali.
È stato istituito il 5 marzo 1936.